# انتانیاک
انتانیاک (به فرانسوی: Antagnac) یک کمون در فرانسه است که در canton of Bouglon واقع شده‌است. انتانیاک ۲۲٫۱۵ کیلومتر مربع مساحت دارد ۱۴۷ متر بالاتر از سطح دریا واقع شده‌است.